# Liga de Rugby de Chile 2011
La Liga de Rugby de Chile 2011 fue la segunda temporada de la competencia que agrupa a los principales clubes de rugby de Chile con sede en las ciudades de Viña del Mar, Concepción y Temuco.

## Tasbla de posiciones
| Pos | Equipo          | PJ | G | E | P  | TF  | TC  | DIF  | BT | BP | Pts |
| --- | --------------- | -- | - | - | -- | --- | --- | ---- | -- | -- | --- |
| 1   | Old John's      | 10 | 9 | 0 | 1  | 315 | 201 | 114  | 3  | 1  | 40  |
| 2   | Viña R.C.       | 10 | 6 | 1 | 3  | 279 | 133 | 146  | 3  | 3  | 32  |
| 3   | Old Mackayans   | 10 | 6 | 1 | 3  | 322 | 183 | 139  | 3  | 2  | 31  |
| 4   | Los Troncos     | 10 | 5 | 0 | 5  | 369 | 156 | 213  | 3  | 5  | 28  |
| 5   | Sporting R.C.   | 10 | 3 | 0 | 7  | 191 | 295 | -104 | 1  | 3  | 16  |
| 6   | Rucamanque R.C. | 10 | 0 | 0 | 10 | 61  | 569 | -508 | 0  | 0  | 0   |

|  | Clasifica a los playoffs |

## Play-Offs

### Semifinales

#### Old John's  - Los Troncos
| 31 de julio de 2011, 15:30 | Los Troncos | 8 : 6 | Old John's | Tineo Park, Concepción                                 |  |
|                            |             |       |            | Asistencia: 1000 espectadores Árbitro(s): Víctor Riera |  |

| 13 de agosto de 2011, 15:30 | Old John's | 20 : 15 | Los Troncos | El Venado, Concepción |  |

#### Viña R.C. - Old Mackayans
| 30 de julio de 2011, 15:30 | Old Mackayans | 27 : 27 | Viña R.C. | Reñaca, Viña del Mar       |  |
|                            |               |         |           | Árbitro(s): Osvaldo Cuello |  |

| 13 de agosto de 2011, 15:30 | Viña R.C. | 18 : 13 | Old Mackayans | Sporting Rugby Club, Viña del Mar |  |

## Tercer lugar

### Los Troncos - Old Mackayans
| 27 de agosto de 2011, 14:00 | Los Troncos | 104 : 17 | Old Mackayans | Old John's, Concepción |  |

## Final

### Old John's - Viña R.C.
| 27 de agosto de 2011, 15:30 | Old John's | 12 : 13 | Viña R.C. | Old John's, Concepción |  |